# Chiesa di Santa Maria Paganica
La chiesa di Santa Maria Paganica (per esteso, Santa Maria a Paganica o Santa Maria di Paganica) è un edificio religioso dell'Aquila. Deve il suo nome al borgo di Paganica, ora frazione, i cui abitanti contribuirono alla fondazione della città nel XIII secolo. Per la sua importanza è considerata chiesa capoquarto ed estende il suo nome al rione storico in cui è situata. Nel 1902 è stata dichiarata monumento nazionale.
È rimasta gravemente danneggiata dal terremoto del 2009. Al 2024 i lavori di consolidamento e restauro della chiesa non sono ancora iniziati.

## Storia
La parrocchia primaria del Quarto di Santa Maria, era la chiesa dei Santi Giustino e Martino martiri, posta lungo via San Martino, altezza dell'attuale piazza Chiarini, del XIII secolo, e demolita nel 1930 ca. per creare uno slargo con un palazzo. La chiesa fu costruita dai castellani di Paganica, e consacrata a San Giustino martire, compagno di Santa Giusta di Bazzano, come testimonia la chiesa del cimitero di Paganica. Successivamente con l'afflusso di nuovi confocolieri durante la riedifcazione dell'Aquila nel 1267 voluta da Carlo I d'Angiò, i paganichesi costruirono nel punto più alto dell'Aquila, piazza Santa Maria Paganica appunto, una chiesa dedicata alla Beata Vergine Assunta, la patrona degli angioini, duplicato della chiesa di Santa Maria Assunta ai piedi di Paganica, in piazza Umberto I. Per tale edificazione fu utilizzata una prima chiesa risalente alla metà del XIII secolo, di cui sono testimonianza le parti di muro tardo-duecentesche dei fianchi ad 'apparecchio aquilano' (filari di selci visibile tra la parte in pietra da taglio e la muratura informe). Tra la fine di quel secolo e i primissimi anni del XIV secolo il precedente edificio fu trasformato ed ampliato. Il portale, che reca la data 1308 incisa nell'architrave è testimonianza di questa fase. 
La chiesa fu la prediletta della famiglia Camponeschi e degli Ardinghelli, che costruiranno il palazzo affacciato sulla piazza. A partire dal primo Trecento la chiesa fu dotata di cappelle laterali, mentre fu danneggiata dal terremoto del 1349, e poi sicuramente dal quello del 1461. Tuttavia non ci sono pervenute testimonianze architettoniche, a causa della distruzione grave del terremoto del 1703. 
Il campanile, altro elemento originario duecentesco ricavato da una torre di controllo, come dimostra anche la parte bastionata di via Chiassetto del Campanaro, fu "tagliato" dagli Spagnoli nel 1557 per impedire eventuali rappresaglie degli aquilani contro il neonato Forte spagnolo, poiché la torre doveva essere veramente alta, e quindi un valido punto di controllo, come fu fatto per il campanile di Santa Maria d'Assergi, oggi chiesa del Carmine. Si pensa che all'epoca dovesse avere un piano in più, come il campanile di San Bernardino, e che avesse una merlatura ghibellina.
La facciata di base in pietra concia è la più antica della città, realizzata da Raimondo del Poggio secondo alcuni, per la pregevole fattura del portale, molto simile a quello del duomo di Atri, cantiere in cui Raimondo fu attivo, a coronamento orizzontale con lesene angolari ed elegante cornice. La parte superiore della facciata è settecentesca, di scarsi stile artistico, rialzo della costruzione realizzata dopo il 1703. 
Infatti il disastroso terremoto del 1703 ha distrutto quasi totalmente la chiesa, dato che dell'interno originale non è rimasto nulla, se non la facciata, alcuni contrafforti del fianco lato piazza, come dimostra il portale laterale sempre romanico alla maniera aquilana, con le strombature, coevo della Porta Santa di Collemaggio, e l'abside posteriore. La ricostruzione fu avviata, ma si pensò più all'ampiezza della chiesa che all'eleganza artistica, tanto che i lavori del soffitto furono interrotti sino ai primi del Novecento, e fu realizzata la decorazione solo per le due cappelle dei bracci del transetto, e dell'altare maggiore.

### Terremoto del 2009
Il terremoto del 2009 ha completamente squarciato l'edificio provocando il crollo di parte delle cappelle laterali e di quasi l'intera copertura.
L'interno oggi è stato sventrato dal terremoto del 2009, e presentava un'aula unica con cappelle laterali, con soffitto dipinto da Carlo Patrignani, allievo di Teofilo Patini, nei primi anni del '900, con scene di vita della Vergine (la Concezione, l'Annunciazione, la Natività, l'Incoronazione). Nella cappella a sinistra c'è un fonte battesimale medievale, una pala del Salvatore del XVII secolo di Alessandro Maganza, mentre nella terza cappella a sinistra ci sono le tele di Vincenzo Damini del Presepe - Sposalizio della Vergine - Sacra Famiglia. Nella quarta cappella di destra c'è il "Battesimo di Gesù" di Rinaldo Fiammingo.

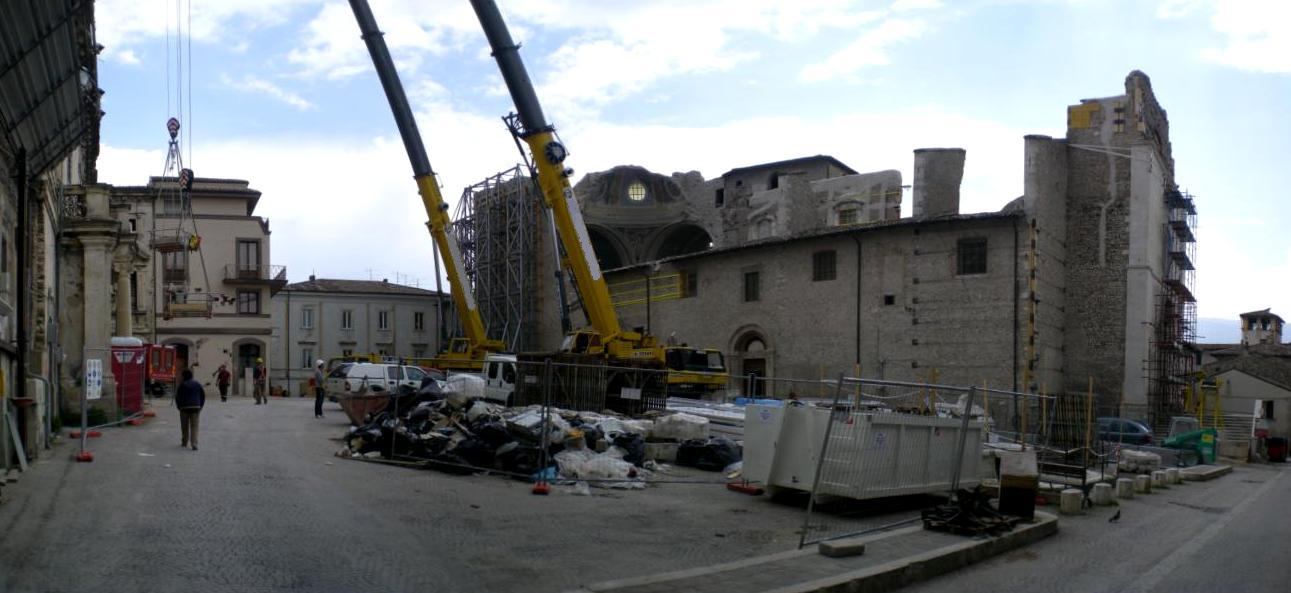
Veduta della chiesa subito dopo il sisma del 2009

Si è pensato che la causa di un crollo così grave in questa chiesa, rispetto alle altre del centro, sia dovuto a un restauro errato del soffitto, con appesantimenti dovuti al cemento armato. Al momento non è stato presentato alcun progetto di ricostruzione, se non dei finanziamenti proposti da Michelle Obama nel 2009; anzi alcuni hanno proposto di "ruderizzare" il monumento in segno di ricordo della distruzione del sisma, proposta che ha scatenato polemiche, e pertanto ritirata nel 2018.
Il 30 settembre 2016, in occasione della Notte dei Ricercatori 2016, come evento UnivAQ Street Science, è stato presentato al pubblico un modello tridimensionale in realtà virtuale, ricostruito sulla base di fotografie d'epoca e fotogrammetrie di alcune porzioni rimaste intatte.
A luglio 2021 è stata completata una prima fase progettuale per il restauro della chiesa e nel settembre dello stesso anno è stato annunciato che i lavori di ricostruzione della chiesa sarebbero dovuti per l'estate 2022. Tuttavia, a luglio 2022 una modifica al progetto e il necessario iter di approvazione hanno fatto nuovamente slittare l'avvio dei lavori.

## Descrizione

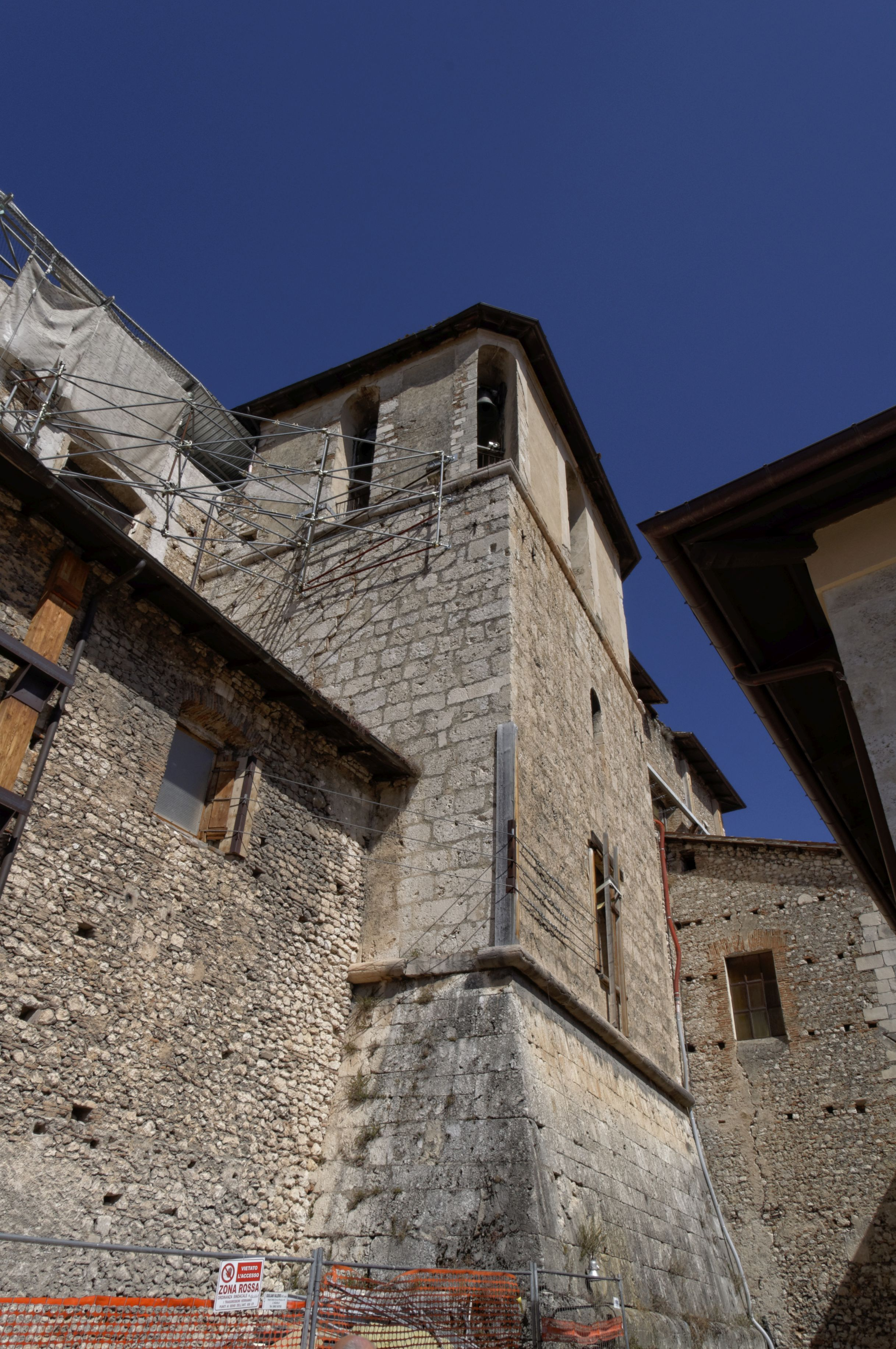
Veduta della torre campanaria troncata dagli spagnoli (XVI sec), e di Vico Chiasso del Campanaro

L'edificio è situato in pieno centro storico, nell'omonima piazza, in uno dei punti più elevati della città e circondata da edifici di pregio quali Palazzo Ardinghelli, Palazzo Carli Benedetti, Palazzo Cappa Camponeschi (angolo con via Paganica), Palazzo Cricchi e le case natali di Buccio di Ranallo (via Accursio) e Iacopo da Notar Nanni (via Bominaco); è inoltre posto rialzato da terra.
La facciata principale, rivolta su Via Paganica, a cui si accede da due rampe laterali, una delle poche parti sopravvissute al terremoto del 1703, è impostata alla tipica maniera aquilana: quadrata, delimitata da lesene laterali, è scandita orizzontalmente in tre parti, di cui le prime due rivestita con pietra calcarea mentre l'ultima è caratterizzata da pietrame faccia a vista e presenta un oculo centrale che forse anticamente aveva una raggiera, ed il portale maggiore.. Più in alto si nota l'aggiunta realizzata nel XVIII secolo, comprendente un finestrone rettangolare ma rimasta allo stato grezzo. In facciata si conserva una scultura medievale antropomorfa, raffigurante il Moro simbolo locale di Paganica e del Quarto di Santa Maria, che porta la corona di alloro mentre ha perso il fiore che teneva in bocca, forse in uno dei crolli della chiesa.
Il ricco portale maggiore, considerato un duplicato di quello della chiesa di San Pietro a Coppito, nel Quarto San Pietro, è ad arco a tutto sesto con cornici, ornato nell'architrave, che reca la data 1308, da un bassorilievo con sette busti raffiguranti Cristo benedicente con gli Apostoli Pietro, Andrea, Bartolomeo, Giovanni, Paolo e Giacomo. Nella lunetta è un gruppo monumentale della Madonna col Bambino, collocabile nel terzo o quarto decennio del Trecento e attribuibili a un maestro napoletano vicino a Tino di Camaino.
Sul lato sinistro la chiesa è inoltre caratterizzata da imponenti contrafforti posti al lato della navata principale, aggiunti in seguito ai crolli del terremoto del 1703. Al lato della chiesa, alla destra della facciata principale (vico Chiassetto del Campanaro), si staglia una possente torre campanaria che in precedenza aveva la funzione di avamposto militare; riadattata alle esigenze religiose, la torre è stata successivamente mozzata per ordine del Principe d'Orange nel 1529 e le sue pietre hanno contribuito alla costruzione del Forte spagnolo, poco distante. La torre ha impianto quadrangolare, con angolature pronunciate sui quattro lati, in modo da renderlo un ottagono irregolare, al settore della cella campanaria. Sullo stesso lato della chiesa si apre un portale laterale del primo Trecento con un architrave decorato a bassorilievo con racemi e foglie tipici della scultura ornamentale abruzzese. Il portale laterale sinistro, sul fianco più antico della chiesa, data quindi al XIII secolo e mostra nell'architrave una decorazione a girali con al centro un Agnus Dei coerente con quella datazione.
L'interno, settecentesco, presenta un'imponente navata con profonde cappelle laterali, realizzate tra il XV e il XVII secolo e modificate dopo il 1703 che termina in un transetto cupolato con due bracci sporgenti. La zona presbiteriale, sopraelevata nel tardo settecento, è caratterizzata da un'abside semicircolare. Precedentemente al crollo del 2009, sul soffitto erano ammirabili alcuni dipinti ad opera di Carlo Patrignani, facenti parte di un ciclo con storie di Maria. La partitura a stucchi è molto semplice, con paraste laterali a suddivisione delle cappelle e delle finestre laterali, terminanti a capitello ionico, e trabeazione continua.

## Curiosità
Dietro il muro della chiesa, lato abside su via Mazzini, si trova un busto di uomo del XIV secolo. Mostra il volto in una smorfia grottesca con la lingua di fuori. Non si sa se la scultura faccia parte della chiesa o se provenga da un palazzo, fatto sta che la figura ha ispirato i goliardici confratelli che dal 2003 organizzano la festa della Maldicenza dedicata a Sant'Agnese, il 21 gennaio.